# Toponica, Gadžin Han
Toponica (izvirno srbsko Топоница) je naselje v Srbiji, ki upravno spada pod Občino Gadžin Han; slednja pa je del Niškega upravnega okraja.

## Demografija
V naselju, katerega izvirno (srbsko-cirilično) ime je Топоница, živi 759 polnoletnih prebivalcev, pri čemer je njihova povprečna starost 41,8 let (40,5 pri moških in 43,1 pri ženskah). Naselje ima 271 gospodinjstev, pri čemer je povprečno število članov na gospodinjstvo 3,49.
To naselje je, glede na rezultate popisa iz leta 2002, večinoma srbsko.
|  |

| Demografija | Demografija     | Demografija     |
| Leto        | Št. prebivalcev | Št. prebivalcev |
| ----------- | --------------- | --------------- |
|             |                 |                 |
|             |                 |                 |
|             |                 |                 |
|             |                 |                 |
| 1948        | 806             |                 |
| 1953        | 827             |                 |
| 1961        | 895             |                 |
| 1971        | 999             |                 |
| 1981        | 1030            |                 |
| 1991        | 983             | 979             |
| 2002        | 957             | 947             |
|             |                 |                 |

| Etnična sestava po popisu iz leta 2002 | Etnična sestava po popisu iz leta 2002 | Etnična sestava po popisu iz leta 2002 | Etnična sestava po popisu iz leta 2002 | Etnična sestava po popisu iz leta 2002 |
| -------------------------------------- | -------------------------------------- | -------------------------------------- | -------------------------------------- | -------------------------------------- |
| Srbi                                   | Srbi                                   |                                        | 903                                    | 95,35%                                 |
| Romi                                   | Romi                                   |                                        | 43                                     | 4,54%                                  |
| Neznano                                | Neznano                                |                                        | 1                                      | 0,10%                                  |